# Arianne Phillips

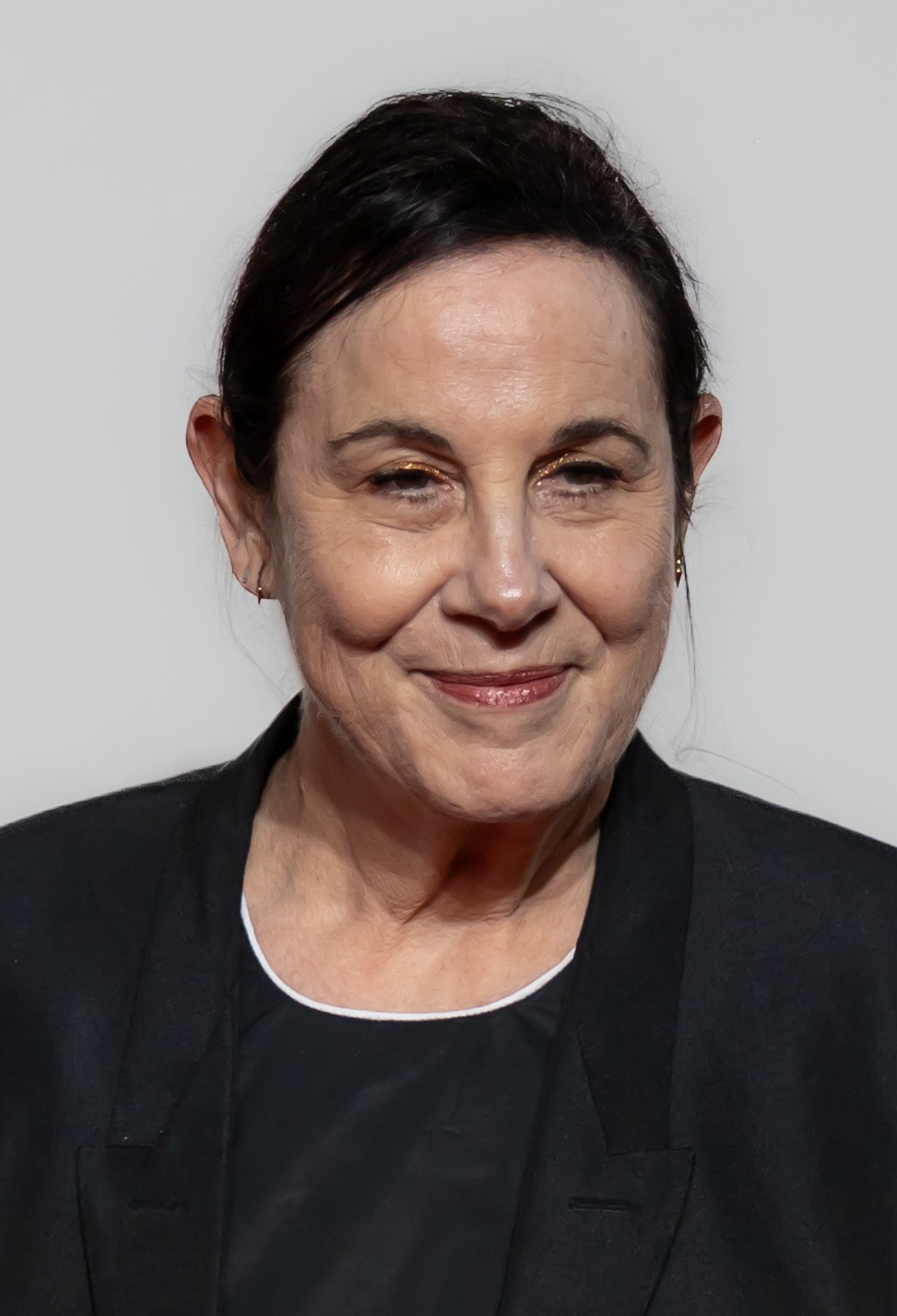
Arianne Phillips (2025)

Arianne Phillips (* 26. April 1963 in New York City) ist eine US-amerikanische Kostümdesignerin.

## Leben
Seit den 1990er-Jahren war sie als Kostümbildnerin an verschiedenen Kinoproduktionen beteiligt. Dazu gehörten Filme wie Tank Girl, Durchgeknallt oder One Hour Photo. Für ihre Arbeit an dem Johnny Cash Biopic Walk the Line erhielt sie 2006 ihre erste Oscar-Nominierung. Neben einer Nominierung für die Kostüme in dem Film A Single Man bei den BAFTA Awards erhielt Phillips 2012 ihre zweite Oscarnominierung für den Film W.E. Sie erhielt 2020 eine dritte Nominierung für Once Upon a Time in Hollywood und eine vierte Nominierung 2025 für Like A Complete Unknown.
Arianne Philips ist ferner als Kostüm-Stylistin für Madonna tätig. Sie hat hier für die vergangenen vier Tourneen von Madonna die Kostüme entworfen. Auch für andere Popkünstler wie Justin Timberlake, Lenny Kravitz oder No Doubt war sie schon aktiv.

## Filmografie
- 1990: Bail Jumper
- 1991: Ari & Sam
- 1993: The Last Supper (Kurzfilm)
- 1993: Angriff der 20-Meter-Frau (TV)
- 1994: Die Krähe
- 1995: Elisa
- 1995: Tank Girl
- 1996: Larry Flynt – Die nackte Wahrheit
- 1997: Der lange Weg der Leidenschaft
- 1997: Bloody Wedding – Die Braut muß warten
- 1998: The Replacement Killers – Die Ersatzkiller
- 1999: Mod Squad – Cops auf Zeit
- 1999: Durchgeknallt
- 2001: Hedwig and the Angry Inch
- 2001: Star (BMW-Werbefilm)
- 2002: One Hour Photo
- 2002: Stürmische Liebe – Swept Away
- 2003: Identität – Identity
- 2005: Walk the Line
- 2007: Todeszug nach Yuma
- 2009: A Single Man
- 2010: Knight and Day
- 2011: W.E.
- 2014: Kingsman: The Secret Service
- 2016: Nocturnal Animals
- 2017: Kingsman: The Golden Circle
- 2019: Once Upon a Time in Hollywood
- 2022: Don’t Worry Darling
- 2024: Joker: Folie à Deux
- 2024: Like A Complete Unknown

## Auszeichnungen
Arianne Phillips wurde bisher viermal für einen Oscar in der Kategorie bestes Kostüm nominiert: 2006 für Walk The Line, 2012 für W.E. sowie 2020 für Once Upon a Time in Hollywood und 2025 für Like A Complete Unknown. Für einen Costume Designers Guild Award wurde Phillips bisher achtmal nominiert, wobei sie 2012 mit der Auszeichnung Excellence in Costume Design for Film – Period für ihre Arbeit an dem Film W.E. geehrt wurde. Die weiteren Nominierungen waren für Once Upon a Time in Hollywood, Kingsman: The Golden Circle, Nocturnal Animals, Kingsman: The Secret Service, Todeszug nach Yuma, Walk The Line und Hedwig and the Angry Inch. Zudem war Phillips für die Kostüme in dem Film A Single Man von Tom Ford einen BAFTA-Award nominiert. 2020 erfolgte eine zweite Nominierung für diesen Preis für den Film Once Upon a Time in Hollywood.